# Hanged Ghost
Hanged Ghost ist eine seit 2010 aktive Death- und Funeral-Doom-Band.

## Geschichte
Das weitestgehend anonyme portugiesische Projekt wird von den beiden maskierten Musikern „Hanged“ und „Ghost“ seit 2010 betrieben. Beide gaben an sich in anderen Musikgruppen einzubringen, spezifizierten ihre Beteiligung jedoch nicht, da diese Verbindung für die Wahrnehmung der Musik und der Botschaft von Hanged Ghost irrelevant sei. Das Projekt veröffentlichte über portugiesische Label Demobänder und Alben und trat im Verlauf der aktiven Zeit wenige Male in Portugal Live in Erscheinung.
Nach 2014 blieben weitere Aktivitäten von Hanged Ghost aus. Soziale Medien wurden von dem Duo gemieden und persönliche Informationen gaben beide im Zuge des Projektes nicht preis. Abbildungen zeigten die Musiker in Talar und mit Masken, häufig Schnabelmasken. Als Begründung für das Kaschieren der eigenen Identität gaben „Hanged“ und „Ghost“ an, dass sie bestrebt seien, „dass die Musik für sich selbst spricht, als Ausdruck [ihrer] Energie - dicht, mysteriös, intensiv und klaustrophobisch.“
Im September 2023 erschien ohne Vorankündigung mit Cold Grave Sensation ein drittes Studioalbum. Als Label trat diesmal Prophetical Productions in Erscheinung.

## Werk und Wirkung
Das Duo veröffentlichte zwei Demobänder und zwei Studioalben über Bubonic Productions, Bubonic Doom und Labyrinth Productions bis zum Jahr 2014. Anschließend blieben weitere Veröffentlichungen bis zur Veröffentlichung von Cold Grave Sensation im Jahr 2023 über Prophetical Productions aus.

### Konzept und Songwriting
Neue Stücke der Band werden zumeist gemeinsam von den Musikern ausgearbeitet mit vordefinierten Funktionen der Beteiligten. Die Musik entsteht, nachdem die Texte verfasst wurden, derweil die Texte noch final angepasst werden können. Sie entstünde dabei aus einer „Mischung aus Individualismus und wechselseitigen Experimenten“ hin zu einem Ergebnis, dass „Hanged“ und „Ghost“ als „Harmonie“ empfinden. Hanged Ghost verschreibt sich Okkultismus und Mystik mit einer Tendenz zur Chaosgnostik. Hierbei verweisen die Musiker auf ein Streben zur Leere und eine grundlegende „okkulte Weisheit“ an der sich das Duo orientiere und die sie zum inhaltlichen Kernthema der Band genommen hätten.

„We are sons of the void. Darkness guides us in this journey of emptiness. We explore the negative state of the human side – feelings of our own, and emotions once felt/that we continue to feel. On the other side, Hanged Ghost is connected to ritual practises, praises to the occult wisdom and references to the inexorable truth.“

„Wir sind Kinder der Leere. Dunkelheit führt uns auf dieser Reise der Leere. Wir erforschen den negativen Zustand der menschlichen Seite - unsere eigenen Gefühle und Gefühle, die einmal gefühlt wurden/die wir fortgesetzt empfinden. Auf der anderen Seite ist Hanged Ghost mit rituellen Praktiken verbunden, preist die okkulte Weisheit und verweist auf die unerbittliche Wahrheit.“

Insbesondere sei ein Dualismus von allem Bedeutsamen Teil der Konzeption des Projektes der sich bis hin zum Namen der Gruppe erstreckt. So stehe Hanged (englisch Geist) für eine physische Präsenz während Ghost (englisch Geist) die spirituelle Präsenz hinweise. Diesen Dualismus führen die Musiker in Songtexten und gestalterischen Bezügen ihrer Tonträger mit Verweisen auf Leben und Tod, Gott und Satan, Holz und Stein fort. Alles Bedeutsame habe „zwei unterschiedliche Gesichter.“ Und in jeweils variierenden Kontexten könnten „exakt identischen Begriffe verschiedene Dimensionen der eigenen Gedanken“ ansprechen.

„Oxymoron of words gathers a mysterious significance and the mechanism of this unity is fairly what we wanted to give to know. The perception of these results is masked, and the absolute truth behind the meaning is hidden. This logical paradox takes different levels of abstraction, diverging from intellect to intellect.“

„Das Oxymoron der Begriffe nimmt eine mysteriöse Bedeutung an und der Mechanismus dieser Vereinigung ist genau das, was wir vermitteln wollen. Die Ergebnisse dieser Erkenntnis bleibt maskiert und die absolute Wahrheit hinter den Bedeutungen versteckt. Dieses logische Paradoxon nimmt von Intellekt zu Intellekt unterschiedliche Ebenen der Abstraktion ein.“

Zugleich seien die Texte des Debütalbums in einer Phase emotionaler Belastung und Negativität entstanden und von einer Emotionalität geprägt, deren Ausdruck erst mit Hanged Ghost verwirklicht werden konnte. Rückverweisend auf die Generalisierbarkeit der Emotion beschreiben die Musiker die Existenz selbst als „dunkel“ und ablehnend gegenüber jenen, „die über den Schleier hinaussehen.“

### Stil
Hanged Ghost spielen laut Doom-Metal.com Funeral Doom und Death Doom, „mit zermalmenden Gitarren, donnernden Schlagzeug und traurigen Growls aus dem Abyss.“ Die Musiker bezeichnen ihren Stil als „Occult Funeral Death Doom“ und nehmen damit Bezug auf Konzept und Stil der Musik, der insbesondere aus dem Funeral Doom und Death Doom der 1990er Jahre beeinflusst sei. Der Einfluss sei insbesondere dadurch prägend, dass „Hanged“ und „Ghost“ in dieser Periode begannen sich mit Extreme Metal zu befassen und sich Death Doom und Funeral Doom als natürlicher Ausdruck anbot. Die Gewohnheit der Musik ginge parallel zu Kompositionsmethode der Band. Hinzukommend sei diese Richtung des Doom Metal stets „kalt und trostlos sowie schwer und bedrückend“, was dem Konzept des Duos entspräche.
Zum einordnenden Vergleich werden Interpreten unterschiedlicher Stilrichtungen bemüht. So werden der Minimalismus mit Necro Schizma, die morbide und kalte Atmosphäre mit Disembowelment und Thergothon und die als hypnotisch beschriebene Wirkung mit „Katatonia… abzüglich der Melodie, die hier in der Ferne auf ein vages Echo reduziert wird“ verglichen. Mit dem zweiten Album nähme der Einfluss von Katatonia zu und würde um den misanthropischen Tenor von Forgotten Tomb ergänzt.

### Rezeption
Die ersten beiden Alben wurden für das Webzine Doom-Metal.com besprochen. Das 2011 über Bubonic Doom veröffentlichte Knowledge of the Occult wurde von Emmanuel Breuner als „ultimative Version der redaktionellen Richtlinie“ des Labels beschrieben. Die Musik sei für jeden „neurasthenische Doom-Fan, der sich nach“ emotionalen Entrückungen wie „Trostlosigkeit, Einsamkeit, Qual und morbidem“ sehne zu empfehlen. The Attraction of Oblivion wird von Manu Buck als weniger Schwarz und eher Grau, aber dadurch umso schauriger beschrieben. Dem es gelänge auf dem 2014 über Labyrinth Productions veröffentlichten Album zwei Zustände der Existenz im Angesicht des eigenen Ablebens zu manifestieren. Hanged Ghost beweise „großes Talent, diese beiden verrückten Pole auszugleichen.“ Und bringe Musik „zwischen tiefer Finsternis und pathologischem Hass“ dar.